# Lambis crocata
A Lambis crocata a csigák (Gastropoda) osztályának Sorbeoconcha rendjébe, ezen belül a szárnyascsigák (Strombidae) családjába tartozó csigafaj.

## Előfordulása
A Lambis crocata elterjedési területét az Indiai-óceánt körülvevő kontinensek partjai és az óceánban levő szigetek partjai alkotják. E csigafaj a következő országok és szigetek partjain található meg: Brit Indiai-óceáni Terület, Comore-szigetek, Kenya, Madagaszkár, Mauritius, Mozambik, Réunion, Mascarene-medence, Seychelle-szigetek, Aldabra, Tanzánia.

## Alfajai
Két alfaja is ismert:
- Lambis (Lambis) crocata crocata
- Lambis (Lambis) crocata pilsbryi